# Triptih Seneni voz
Triptih Seneni voz je slikana tabla Hieronymusa Boscha, ki je zdaj v muzeju Prado v  Madridu, Španija. Z dendrokronološkimi raziskavami je bil določen datum nastanka okoli leta 1516. Osrednja tabla s podpisom Jheronimus Bosch meri 135 na 200 centimetrov, krili pa merita 147 × 66 cm. Zunanji krili imata različico Boschevega Krošnjarja.

## Zgodovina
Slika je bila del skupine šestih, ki jo je leta 1570 kupil španski kralj Filip II. in  štiri leta kasneje poslal v El Escorial. Pozneje so triptih prodali markizu Salamance in razdelili na tri slike. Leta 1848 je Izabela II. Španska kupila osrednjo tablo in jo pripeljala v Aranjuez, desno je vrnila El Escorialu, levo pa Pradu. Triptih je bil končno preoblikovan leta 1914 v slednjem muzeju. Kopija obstaja v El Escorialu.

## Opis

### Zaprt triptih
Zunanjost kril je bila, tako kot večina sodobnih nizozemskih triptihov, tudi pobarvana, čeprav je Bosch v tem primeru namesto običajnega grizaja uporabljal polne barve. Ko sta zaprta, tvorita en prizor, ki prikazuje krošnjarja. Okoli njega je vrsta miniatur, vključno z ropom drugega krošnjarja in obešanjem. Moški s palico odganja psa.
Po najnovejših interpretacijah ta figura morda predstavlja človeka, ki sledi njegovi poti kljub skušnjavi grehov (kot je poželenje, ki ga morda simbolizirata dva plešoča pastirja) in hudobnim dejanjem, ki se dogajajo okoli njega. 

### Odprt triptih
Triptih Seneni voz sledi podobni pripovedi kot Vrt zemeljskih naslad. V nasprotju z Vrtom pa pripovedno zaporedje teče skozi ploščo v različnih prizorih.

#### Levo krilo
Na levem notranjem krilu Bosch predstavlja Padec angelov, Stvarjenje Eve, Padec človeka in Izgon iz raja drugega pod drugim.
Odpadni angeli so pregnani iz nebes. Nad oblaki jih je še vedno mogoče prepoznati kot angele (ljudi s krili), ki jih skozi oblake poganjajo drugi angeli, ki mahajo z meči. Ko prehajajo skozi oblake, se spremenijo v žuželke in čudne leteče kuščarje, ki nato hitijo proti zemlji. Njihov grd videz pravi: Obrnili ste se od Boga in zato ničesar več niste iskali na njegovi strani. V drugem prizoru je Evo pravkar ustvaril Bog. Adam leži zaspan na tleh, ona, ki je po Bibliji nastala iz Adamovega rebra, pa se zdi, da se dviguje iz njega. V tretjem prizoru sledi Padec človeka. Eva je že pojedla sadje z drevesa spoznanja. Pokriva svoje genitalije. Kača s trupom ženske bo kmalu Adamu ponudila sadež. Nato sta Adam in Eva pregnana iz raja. Angel, oborožen z mečem, jim sramotno pokriva genitalije brez druge izbire.

#### Srednja tabla
Medtem ko si lahko cerkev predstavljamo kot naročnika na upodobitvi "Rajskega vrta", ne moremo več domnevati, da je upodobitev na osrednji plošči namenjena okrasitvi cerkvenega svetišča. Čeprav je ta tema zajeta v nizozemskih pregovorih, kjer piše: »Svet je seneni voz. Vsak ga nabere, kolikor ga le lahko«. Ti priljubljeni reki temeljijo na citatih iz Biblije, ki so bili preoblikovani v literarnih izdajah, kot sta Disticha Catonis ali Proverbia Seriosa, in so bili z Leemptovim tiskom razširjeni v flamskem jeziku od leta 1487/88 . Seno je simbolično za pogovorni jezik, ki ga poznamo tudi pri nas, kot ustvariti velik dobiček.
V središču prizorišča je velik voz s senom, ki ga vlečejo demonske figure, pol človek, pol žival. Zraven voza hodijo ljudje in poskušajo v seno segati z rokami in dolgimi vilami. O tem se prepirajo, nekateri padejo pod kolesa. Na sredini prizora je prerezano grlo žrtve, ki leži na tleh. Še en je že mrtev na tleh, ker je bil umorjen iz pohlepa.
Različne prizore na sliki lahko razumemo kot sklicevanje na sedem smrtnih krščanskih grehov (ali pregreh): skupina na vozu pooseblja poželenje (luxuria), jezo prizorišče umora (ira), pijano meniško požrešnost (gula), povorka za vozom napuh (superbia), speči mož na levi ob robu slike lenobo (acedia), prerivanje med kolesi zavist (invidia) in žalostne redovnice pohlep (avaritia).
V spodnjem desnem kotu je videti debelega duhovnika. Pije iz vrčka in zdi se, da nazdravlja prizorišču. Nepomično opazuje, kako redovnice še naprej polnijo vrečo s senom - cerkev je že zdavnaj zagotovila svoj levji delež. V neposredni bližini duhovnika norec igra na dude - simbol spolne želje. Mazač je postavil svoje stojalo tik ob njem, kar je označeno z zastavo, na kateri je upodobljeno prebodeno srce. Nad vozom v ločeni oblačni nebeški regiji Jezus gleda na zemeljsko dogajanje, vendar nima nobenega vpliva na dogodke.
Na vozu s senom in pred grmom, kjer se objemata zaljubljenca, so trije glasbeniki. Gole noge igralca lutnje in brenkanje na lutnjo aludira na fizično in prijetno plat glasbe. Kazalec srednjega glasbenika na notnem listu pa nakazuje na intelektualno plat glasbe. Desno od skupine v grozljivo sivi igra hudič na šalbaj. Na levi se angel ozre proti Jezusu in moli. Zdi se, da dve krilati figuri opozarjata na nasprotujoče si vplive in učinke glasbe. Iz grma štrli palica, na kateri visi vrč, grdega starca pa je mogoče videti kot voajerja levo za grmom. Velik sprevod sledi senenemu vozu. Papež in škof, edina na konju, vodita procesijo. Cesar in nekaj plemičev sledi zadaj. Zdi se, da vozilu sledijo brez obotavljanja in kot nekaj samoumevnega. Smer, ki so jo ubrala demonske vlečne živali, je nedvoumna: gre neomejeno in ne da bi se ustavili gredo v desno in neposredno navzdol v pekel.
Dejstvo, da je seneni voz v gibanju, lahko kaže na nenehne spremembe v svetu, njegovih prebivalcih in njihovem pogledu. Precej statičen pogled na svet v srednjem veku se je spremenil v bolj dinamičnega v renesansi in razsvetljenstvu.

#### Desno krilo: Pekel
Rdeča barva oblikuje predstavitev pekla. V ozadju gori nebo, v ospredju demonska bitja neumorno gradijo stolp, ki spominja na babilonski stolp. Tu je Bog bogoklet. Gole ljudi odpeljejo v nedokončano stavbo, druge raztrgajo peklenski psi ali jih mučijo in pojedo čudne živali.
Bosch odstrani običajne meje slike, tako, da vrh posadke voda prihaja iz srednjega odseka na desni plošči in je že prišel tja v pekel.

## Slikarski material
Triptih so temeljito raziskali znanstveniki pri Boschevem raziskovalnem in konservatorskem projektu , rezultati pa so bili objavljeni v obliki knjige. Boscheva paleta je bila precej omejena s pigmenti, vključno z azuritom, svinčeno-kositrno rumeno barvo, vermilionom in okro.

## Poreklo
Alcázar de Madrid, 1636; Casa de Campo, Madrid, 1788; razpadel med vojnami na polotoku. 
Osrednja plošča (Seneni voz): zbirka markiza Salamanca (1811-1883); leta 1848 ga je kupila Izabela II., ki ga je poslala v palačo Aranjuez, nato v samostan El Escorial, kjer je ostal do leta 1914. 
Leva tabla (Raj): Muzej Prado, 1839. Desna tabla (Pekel): v samostanu El Escorial do leta 1914. 
Alfonz XIII. je leta 1914 odstopil desno in osrednjo ploščo muzeju Prado, da bi kompletirali triptih; celoten triptih je od leta 1914 v muzeju Prado.